# Rachele Qualla
Rachele Qualla (Udine, 5 maggio 1994) è un'ex nuotatrice italiana.

## Carriera
È stata campionessa italiana giovanile 2009 nei 50, 100 e 200 m dorso migliorando nel contempo anche alcuni primati italiani di categoria. Nello stesso anno ha debuttato ai campionati europei giovanili di Praga dove con la staffetta mista ha vinto la medaglia d'argento assieme a Ilaria Scarcella, Beatrice Fassone e Silvia Di Pietro.
L'anno dopo è tornata agli europei tenutisi questa volta ad Helsinki in cui la staffetta mista è stata squalificata in finale mentre lottava per una medaglia. Ha vinto invece l'argento nella gara individuale dei 100 m dorso dietro a Daryna Zevina.
Si è ritirata nel 2014.

## Palmarès
| Europei giovanili       | 50 m dorso | 100 m dorso     | 200 m dorso             | 4×100 m mista                      |
| 2009 Praga Rep. Ceca    | ---        | 4ª 1'03"01      | ---                     | Argento: 4'08"03 frazione: 1'04"09 |
| 2010 Helsinki Finlandia | 4ª 29"56   | Argento 1'02"72 | 14ª in batteria 2'18"91 | squalificata frazione: 1'03"38     |

### Altri risultati
Gymnasiadi
- Doha 2009,  Qatar

50 m dorso: quarta, 29"43
100 m dorso: argento, 1'03"08
200 m dorso: quinta, 2'18"20